# Desa Wonoasri (administrativ by i Indonesien, lat -7,93, long 113,18)
Desa Wonoasri är en administrativ by i Indonesien.   Den ligger i provinsen Jawa Timur, i den västra delen av landet, 700 km öster om huvudstaden Jakarta.